# Reteporella rosjoarum
Reteporella rosjoarum is een mosdiertjessoort uit de familie van de Phidoloporidae. De wetenschappelijke naam van de soort is voor het eerst geldig gepubliceerd in 2013 door Figuerola, Ballesteros & Avila.